# Lista de membros titulares da Academia Brasileira de Ciências empossados em 1990
Esta lista contém os nomes dos membros titulares da Academia Brasileira de Ciências empossados em 1990.
| Imagem | Nome                 | Datas de nascimento e falecimento | Local de nascimento | Área de especialização | Alma mater | Data de posse      | Conhecido por         | Referências |
| ------ | -------------------- | --------------------------------- | ------------------- | ---------------------- | ---------- | ------------------ | --------------------- | ----------- |
|        | Kenitiro Suguio      | 06 de novembro de 1937            | Duartina, SP        | Ciências da Terra      | USP        | 10 de maio de 1990 | Prêmio Jabuti de 1993 |             |
|        | Nicim Zagury         | 09 de março de 1934               |                     | Ciências Físicas       | UFRJ       | 10 de maio de 1990 |                       |             |
|        | Wilmar Dias da Silva | 12 de outubro de 1930             | Barbacena, MG       | Ciências Biomédicas    | UREMG      | 10 de maio de 1990 |                       |             |